# Чешир
Че́шир (англ. Cheshire, МФА /ˈtʃɛʃə/) — церемоніальне та історичне графство на північному заході Англії, що межує з Уельсом на заході, Мерсісайдом і Великим Манчестером на півночі, Дербіширом на сході та Стаффордширом і Шропширом на півдні. Місто графства Чешир — це кафедральне місто Честер, а найбільше місто за чисельністю населення — Воррінгтон. Інші міста в графстві включають Альзагер, Конглтон, Кру, Елсмір-Порт, Фродшем, Натсфорд, Маклсфілд, Мідлвіч, Нантвіч, Нестон, Нортвіч, Пойнтон, Ранкорн, Сендбах, Віднес, Вілмслоу та Вінсфорд.

## Опис
Населення 1 003 600 (Оцінка 2007  року).
Чешир здебільшого сільськогосподарське графство. Він відомий завдяки чеширському сиру, чеширському коту та виробництву шовку.

## Уродженці
В Чеширі народилися письменник Льюїс Керролл, фізик Джеймс Чедвік, архітектор Норман Фостер, англійський церковний діяч Роберт Халлам.

## Історія
Після норманського завоювання Вільгельма I у 1066 році незгода та опір тривали ще багато років після вторгнення. У 1069 році місцевий опір у графстві Чешир був остаточно придушений драконівськими заходами в рамках «Харрінгу Півночі». Жорстокості кампанії проти англійського населення було достатньо, щоб припинити будь-який майбутній опір. Було наведено приклади великих землевласників, таких як граф Едвін Мерсії, їхнє майно було конфісковано та перерозподілено між норманнськими баронами.
Графство було достатньо незалежним від королівства Англії, тому Велика хартія вольностей 13-го століття не поширювалася на графство Честер, тому граф написав власну Честерську хартію на прохання своїх баронів.
У 1397 році до території графства були додані землі на марки Уельсу, і воно було підвищено до рангу князівства. Це сталося завдяки підтримці, яку жителі графства надали королю Річарду II, зокрема його постійними збройними силами приблизно з 500 чоловік під назвою «Чеширська гвардія». У результаті титул короля було змінено на «Король Англії та Франції, лорд Ірландії та принц Честерський». Жодне інше англійське графство не було вшановано таким чином, хоча воно втратило відзнаку після падіння Річарда в 1399 році.
1. ↑  Cheshire County Council Map (PDF). Cheshire County Council. Архів оригіналу (PDF) за 5 червня 2007. Процитовано 5 березня 2007.
2. ↑  Towns & Villages in Cheshire - Visitcheshire.com. www.visitcheshire.com. Архів оригіналу за 3 липня 2017. Процитовано 29 травня 2017.
3. ↑  2011 Census results: Overview Profile: Northwich Town Council; downloaded from Cheshire West and Chester: Population Profiles, 16 May 2019. Архів оригіналу за 6 червня 2017. Процитовано 25 вересня 2019. [Архівовано 6 червня 2017 у Wayback Machine.]
4. ↑  Hewitt, Herbert James (1929). Mediaeval Cheshire: An Economic and Social History of Cheshire in the Reigns of the Three Edwards. Manchester: Manchester University Press. с. 9.
5. ↑  Davies, R. R. 'Richard II and the Principality of Chester' in The Reign of Richard II: Essays in Honour of May McKisack, ed. F. R. H. Du Boulay and Caroline Baron (1971)